# Marco Zanuso
Marco Zanuso (Milán, Italia, 14 de mayo de 1916 - 11 de julio de 2001) fue un diseñador industrial y arquitecto urbanista italiano. Es considerado uno de los padres fundadores del diseño industrial italiano. Perteneció al grupo de diseñadores italianos de Milán, junto al estudio BBPR, con Alberto Rosselli, Franco Albini, Marcello Nizzoli y los hermanos Castiglioni, que contribuyeron al debate en la segunda posguerra sobre el Movimiento Moderno y que dieron forma a la idea del Bel design (buen diseño) italiano en la arquitectura y en el diseño. Zanuso ha sido uno de los primerísimos en interesarse por los problemas de la industrialización del producto y por la aplicación de los nuevos materiales y tecnologías a los objetos de uso común.

## Semblanza
Zanuso se formó como arquitecto en el Politécnico de Milán obteniendo la licenciatura en 1939 y abrió su propia oficina de diseño en 1945. Desde el comienzo de su carrera, en la revista Domus, donde se desempeñó como editor entre 1947 y 1949 y en la revista Casabella, donde fue editor entre 1952 y 1956, ayudó a establecer las teorías e ideales del enérgico movimiento de diseño moderno. Impartió clases de arquitectura, diseño y planificación urbana en el Politécnico de Milán desde 1961 hasta 1991. Fue uno de los miembros fundadores durante la década de 1950, de la ADI en Italia. Hasta 1963 colaboró con Cini Boeri en el campo de la arquitectura de interiores.

## Realizaciones destacadas
- Diseñador entre otros la Radio cubo Ts502, incluida en la colección permanente del MoMa de N.York. Considerado objeto de culto e incluido en todas "Las biblias" del diseño industrial de los años 1960/1970.[2]

## Imágenes

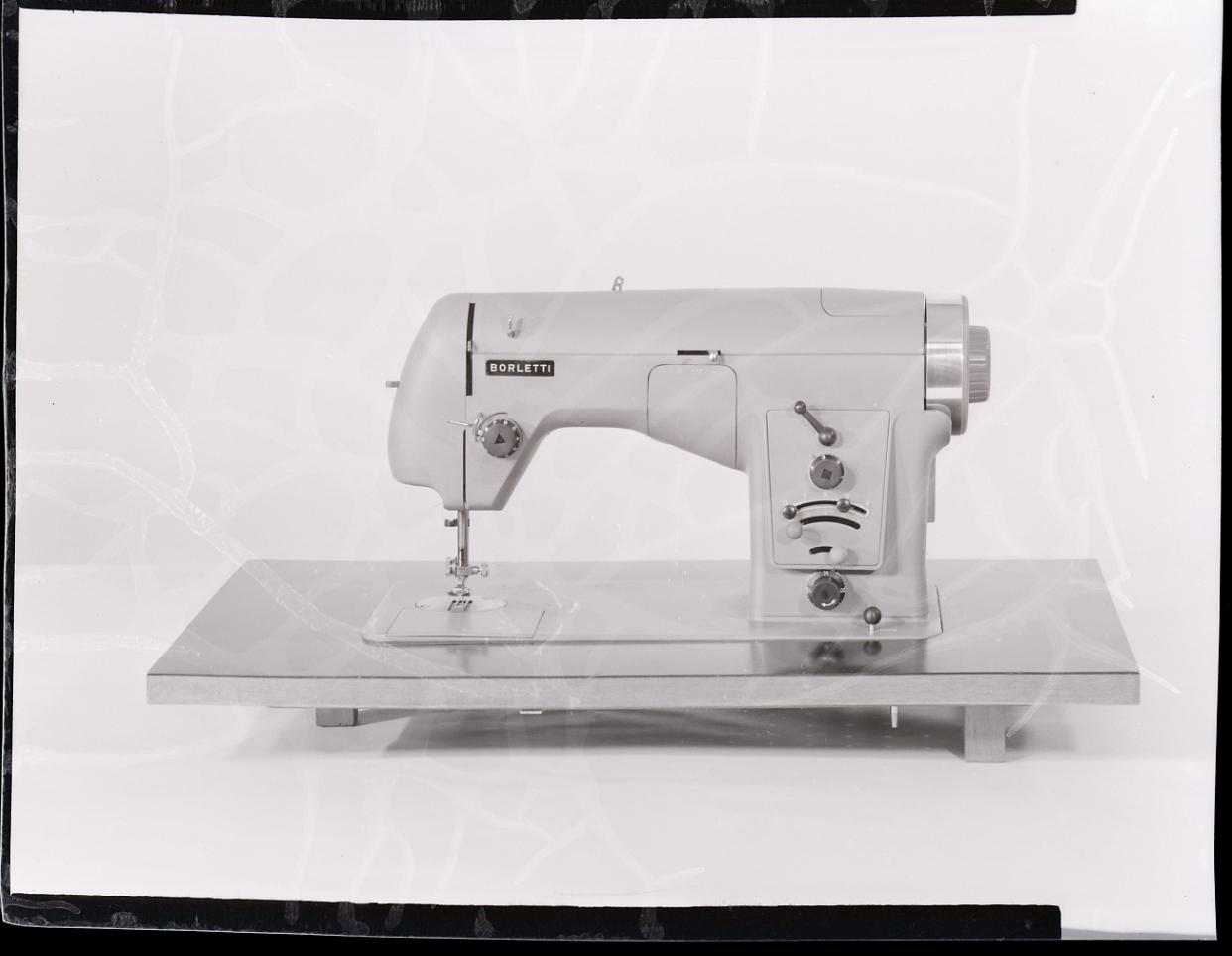
Máquina de coser mod. 1102 (para F.lli Borletti). Foto para Paolo Monti, 1956
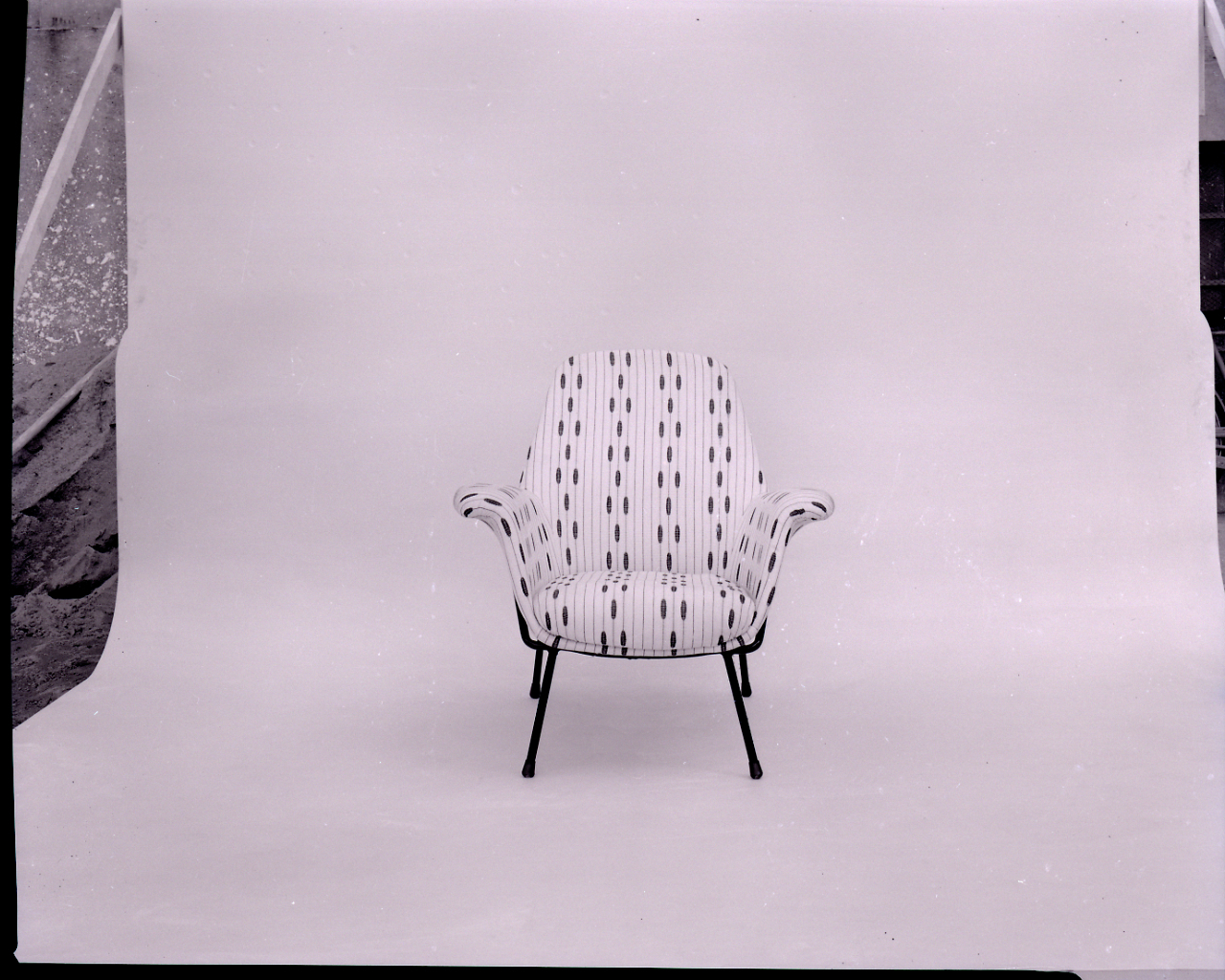
Sillón Martingala (para Arflex). Foto para Paolo Monti, 1975.
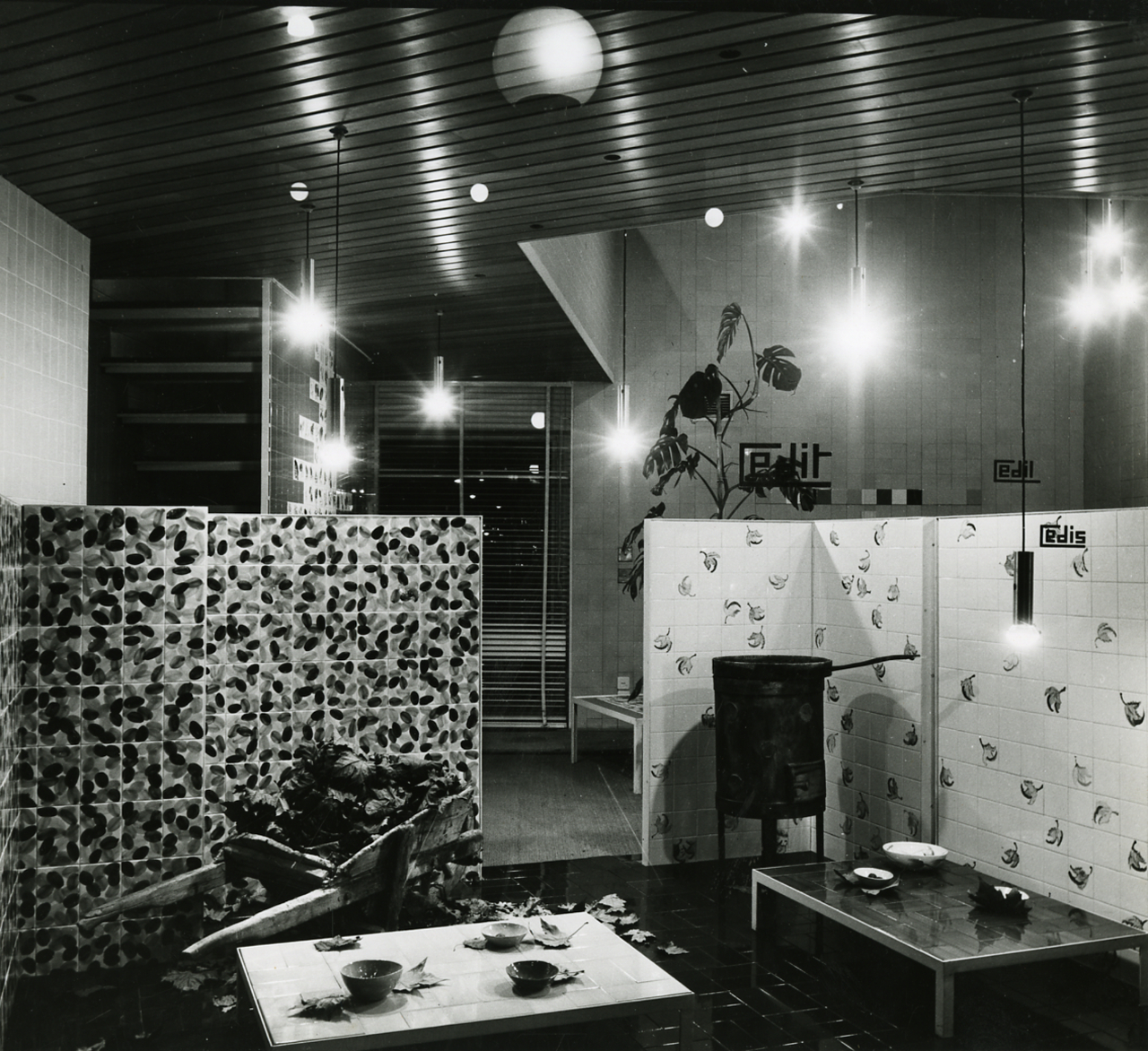
Tienda Cedit, Milán, 1957
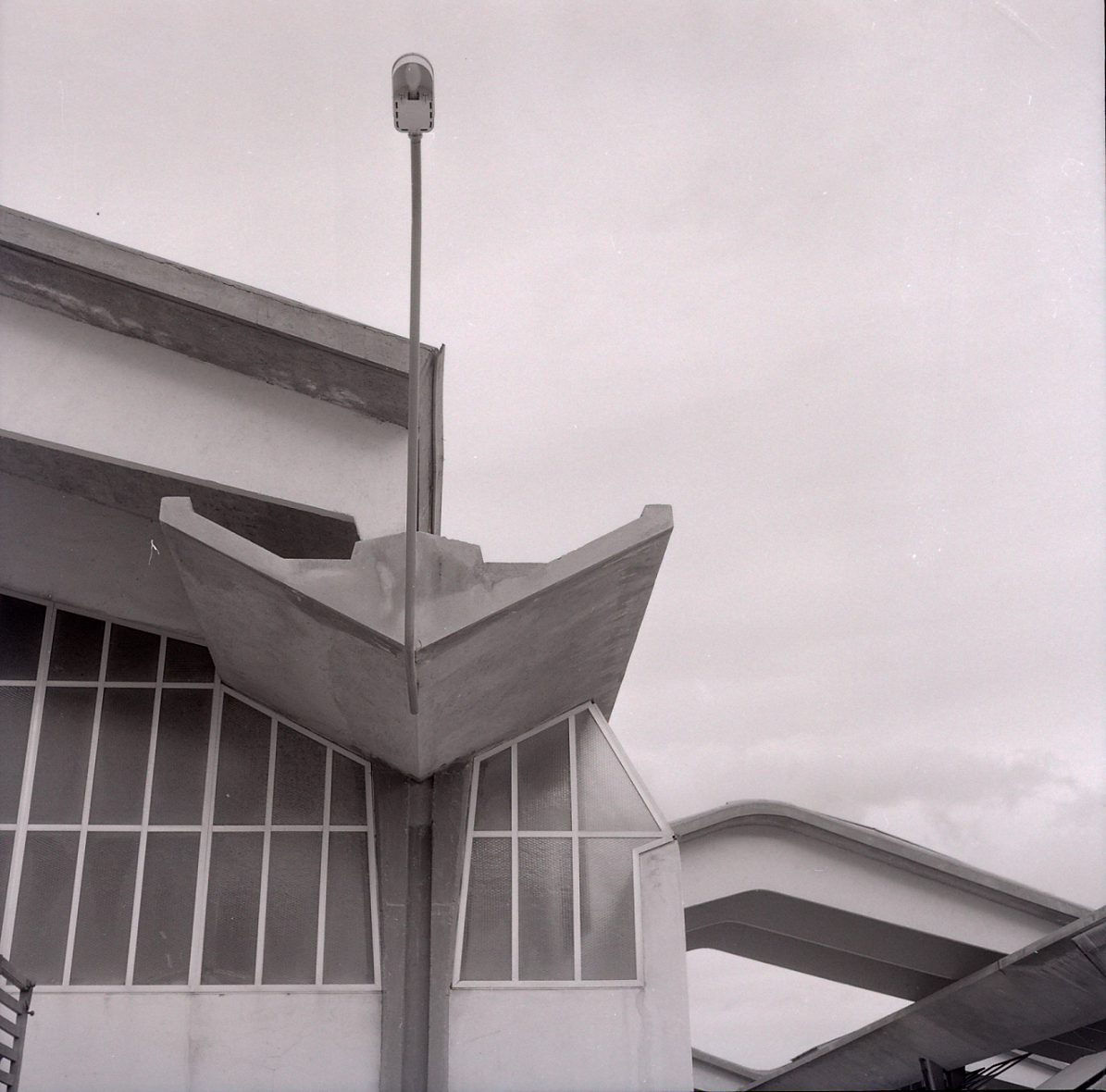
Fábrica CEDIS, Palermo
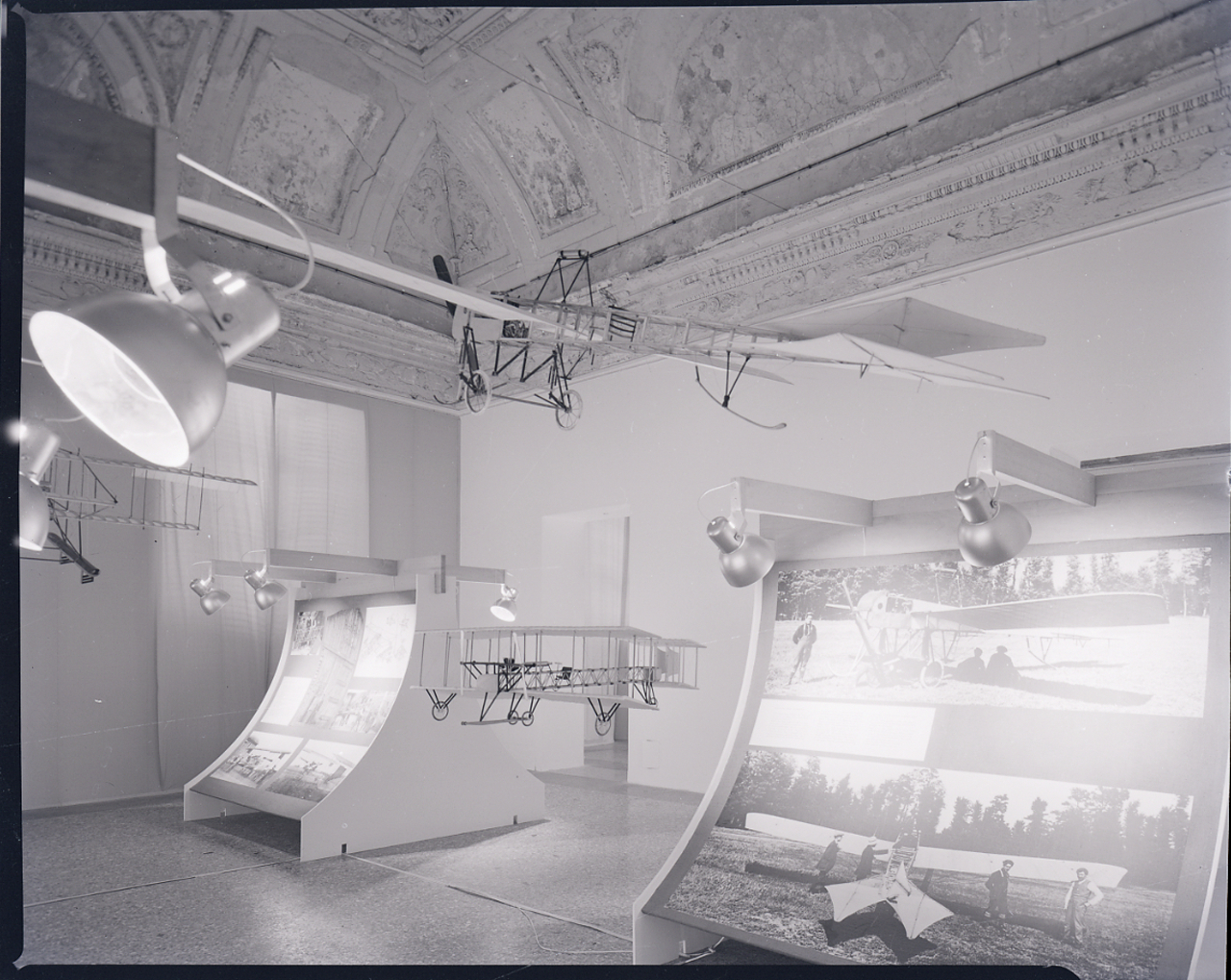
Exposición a los pioneros de la aviación, Palacio Real de Milán, 1960